# Stadio Renzo Barbera
Stadio Renzo Barbera este un stadion de fotbal din orașul Palermo. Pe acest stadion își dispută meciurile de acasă echipa de fotbal U.S. Città di Palermo. Stadio Renzo Barbera este supranumit și La Favorita, numele parcului aflat în apropierea stadionului. 
Stadionul a fost inaugurat pe 24 ianurie 1932, proiectul aparținând arhitectului Giovan Battista Santangelo, și a fost extins în anul 1948. Este în proprietatea primăriei Palermo. 
Stadionul a fost restructurat în anii 1984 și 1988 pentru a putea găzdui meciurile Grupei F din Campionatul Mondial de Fotbal 1990. În anii '80 și '90 stadionul a găzduit o serie de concerte importante printre care concertul lui Frank Sinatra, deschiderea turneului italian a lui Duran Duran și concertul celor de la Spandau Ballet, toate trei în anul 1987. 
Din anul 2010 stadionul are o capacitate de 36349 locuri pe scaune, dintre care 5934 acoperite și 2233 destinate suporterilor echipei oaspete.